# Lipothrix
Lipothrix är ett släkte av urinsekter. Lipothrix ingår i familjen Sminthuridae.
Släktet innehåller bara arten Lipothrix lubbocki.